# Odda (gemeente)
Odda is een voormalige gemeente in de Noorse fylke Hordaland met (op 1 januari 2017) 7025 inwoners. Odda was gelegen aan de Sørfjord, een zijarm van het Hardangerfjord.
Odda werd op 1 januari 2020 samen met de gemeente Jondal opgenomen in de gemeente Ullensvang die werd opgenomen in de op dezelfde dag gevormde fylke Vestland.

## Plaatsen in de gemeente
- Røldal
- Odda
- Skarde
- Tyssedal

## Bekende personen in Odda
- Knud Knudsen (1832 – 1915), fotograaf
- Claes Gill (1910–1973), dichter
- Frode Grytten (1960–), schrijver en journalist
- Gro Holm (1878–1951)
- Erling Johnson (1893–1967), chemicus en ontwikkelaar van het Oddaprocedé
- Håkon Opdal (1982–), voetballer

Askøy · Austevoll · Austrheim · Bergen · Bømlo · Eidfjord · Etne · Fedje · Fitjar · Fjell · Fusa · Granvin · Jondal · Kvam · Kvinnherad · Lindås · Masfjorden · Meland · Modalen · Odda · Os · Osterøy · Øygarden · Radøy · Samnanger · Stord · Sund · Sveio · Tysnes · Ullensvang · Ulvik · Vaksdal · Voss

Gemeenten in de provincie bij de opheffing op 1 januari 2020